# Баритон
Барито́н (італ. baritono, від грец. βαρυς — важкий, низький (про звук) і τονος — тон) — чоловічий голос, за висотою середній між басом і тенором. Діапазон баритону приблизно від ля великої октави до ля першої октави. Виділяють баритони ліричні й драматичні.

## Різновиди
- Ліричний баритон
- Лірико-драматичний баритон
- Драматичний баритон

## Звукові параметри
Тенор-баритон звучить світло, велично, нагадує теноровий тембр, але середина і низи абсолютно баритонові.
Ліричний баритон звучить легко, лірично, але типово баритонового відтінку. Партії, написані для цього голосу, мають найвищу теситуру.
Лірико-драматичний баритон, що має світлий, яскравий тембр і значну силу, може виконувати як ліричні, так і драматичні партії.
Драматичний баритон — голос більш «темного» звучання, великої сили, потужного звучання на центральній і верхній ділянках діапазону. Партії драматичного баритона нижчі по теситурі, але в моменти кульмінації піднімаються і до граничних верхніх нот. 
Бас-баритон — голос, наділений рисами баса i баритона. Зазвичай має досить вільний верх, як і низ, але без профундових нот.

## Інші значення терміну
- Баритон-саксофон
- Мідний духовий інструмент, різновид туби — див. еуфоніум
- Струнний смичковий інструмент 18 століття низького регістру з 6—7 основними та 7—20 додатковими струнами (для посилення звучання).